# Euphoresia propinqua
Euphoresia propinqua är en skalbaggsart som beskrevs av Moser 1917. Euphoresia propinqua ingår i släktet Euphoresia och familjen Melolonthidae. Inga underarter finns listade i Catalogue of Life.